# ویلیام راس (قایقران روئینگ)
ویلیام راس (انگلیسی: William Ross؛ زادهٔ ۲۹ ژوئیهٔ ۱۹۰۰ - درگذشته نامشخص) قایقران روئینگ اهل کانادا بود.